# Crescendo (pel·lícula de 2019)
Crescendo és una pel·lícula dramàtica alemanya del 2019 dirigida per Dror Zahavi. El 3 de juliol de 2019 es va estrenar al Festival Internacional de Cinema de Múnic, on va rebre una ovació de deu minuts. El 16 de gener de 2020 es va estrenar per a tots els públics a Alemanya i estava previst que s'estrenés als cinemes estatunidencs al juny a través de Menemsha Films. A causa de la pandèmia de COVID-19, la pel·lícula s'estrenà en format de cinema virtual a partir de l'1 de maig. La pel·lícula es va doblar al català oriental i es va projectar, per primera vegada, en cinemes de Sant Feliu de Llobregat (Baix Llobregat) i Lleida (Segrià) del 19 al 22 d'octubre de 2020. També s'ha editat una versió en valencià per a À Punt.

## Argument
Karla de Fries aborda un director de fama mundial, Eduard Sporck, per reunir una orquestra juvenil israeliana-palestina per a una actuació en favor de la pau. Accepta, però primer ha de fer que el seu grup superi les seves creences, pors i fanatismes per reunir-se.

## Repartiment
Els principals actors i actrius que participen a la pel·lícula són:
- Peter Simonischek
- Daniel Donskoy
- Sabrina Amali
- Mehdi Meskar
- Bibiana Beglau
- Götz Otto